# Bisceglie
Bisceglie é uma comuna italiana da região da Puglia, Barletta-Andria-Trani, com cerca de 51.210 habitantes. Estende-se por uma área de 68 km², tendo uma densidade populacional de 753 hab/km². Faz fronteira com Corato, Molfetta, Ruvo di Puglia, Terlizzi, Trani.

## Demografia
| Variação demográfica do município entre 1861 e 2011                               |
|                                                                                   |
| Fonte: Istituto Nazionale di Statistica (ISTAT) - Elaboração gráfica da Wikipedia |